# 立原 (つくば市)
立原（たちはら）は茨城県つくば市の地名。郵便番号は1、2、3番地が305-0802、その他は300-3263となる。

## 地理
つくば市の中部に位置し、筑波研究学園都市研究学園地区に属する。全域が国立教育会館分館及び国土技術政策総合研究所である。
東・南は西平塚、西・北は要と接している。

## 歴史

### 町名の変遷
| 実施後 | 実施年月日                | 実施前（各町名ともその一部）                               |
| ------ | ------------------------- | ---------------------------------------------------------- |
| 立原   | 1978年（昭和53年）2月10日 | 大字蓮沼字原・字花畑、大字篠崎字原山、大字大曾根字タテタシ |

## 小・中学校の学区
市立小・中学校に通う場合、立原全域が大曽根小学校、大穂中学校となる。

## 施設
- 国立教育会館分館
- 国土技術政策総合研究所
- 教職員支援機構